# Jonathan Larson
Jonathan Larson (White Plains, 4 februari 1960 - New York, 25 januari 1996) was een Amerikaans componist.

## Biografie
Larson werd geboren in White Plains (New York). Hij was al op jonge leeftijd geïnteresseerd in muziek en speelde dit ook op de middelbare school. Als student begon hij voor het eerst met componeren voor kleine producties.
Larson begon later theaterstukken te schrijven. Zijn eerste musical was Sacraimmorality. Ergens in de jaren 80 werd dit onder de naam Saved gespeeld op 42nd Street.
Tussen 1983 en 1990 schreef Larson Superbia, een futuristische rockmusical. Deze rockmusical was gebaseerd op een eerdere poging van Larson een musical te maken van George Orwells 1984, maar daarvoor verkreeg Larson niet de noodzakelijke rechten. Superbia is nooit als musical opgevoerd.
Larsons volgende project, was een rock-monoloog; Boho Days. De titel veranderde later in 30/90 en staat nu bekend onder de titel Tick, Tick... BOOM!. Dit stuk was een reactie op het weigeren van het gebruiken van zijn stuk Superbia. De show werd op off-Broadway gespeeld. Hierdoor ontmoette hij Stephen Sondheim, wie hem bij veel producenten zou aanraden.
Schrijver Billy Aronson schreef in 1988 een moderne versie van La Bohème. Vanaf 1989 begon Larson met hem samen te werken. In 1991 vroeg hij of hij het project helemaal voor zichzelf mocht maken, omdat hij ook ervaring uit zijn leven er in wilde stoppen.
De musical, RENT, ging in première in 1996 en werd een enorm succes. Larson kon het succes van de musical niet meemaken: hij stierf op 25 januari 1996 aan een aortadissectie, veroorzaakt door het syndroom van Marfan.
- Bibsys: 27534
- Biblioteca Nacional de España: XX5432061
- Bibliothèque nationale de France: cb15069223g (data)
- CiNii: DA11455159
- Gemeinsame Normdatei: 121559211
- International Standard Name Identifier: 0000 0001 0999 9007
- Library of Congress Control Number: nr96029671
- Nationale Bibliotheek van Letland: 000273720
- MusicBrainz: 2ab30461-12e3-4c97-b716-c39f13015d29
- Nationale Bibliotheek van Tsjechië: xx0159028
- Nationale Bibliotheek van Israël: 987007455159305171
- Nederlandse Thesaurus van Auteursnamen: 157307409
- LIBRIS: 275074
- SNAC: w6c932bs
- Virtual International Authority File: 95342010
- WorldCat: E39PBJktmdTfCvCVtwDJtbpHG3